# Ознобиха
Ознобиха — деревня в Калязинском районе Тверской области. Входит в состав Старобисловского сельского поселения.

## География
Находится в юго-восточной части Тверской области на расстоянии приблизительно 26 км на восток-юго-восток по прямой от районного центра города Калязин на левом берегу речки Сабля.

## История
Была отмечена на карте 1825 года. В 1859 году здесь (тогда деревня Калязинского уезда Тверской губернии) было учтено 17 дворов, в 1978 — 27.

## Население
Численность населения: 88 человек (1859 год), 16 (русские 100 %) в 2002 году, 10 в 2010.